# أحمد محمد البشير
أحمد محمد البشير (مواليد 1949) لاعب كرة قدم سوداني. تنافس في بطولة الرجال في دورة الألعاب الاولمبية الصيفية لعام 1972.

## روابط خارجية
- أحمد محمد البشير على موقع ناشيونال فوتبول تيمز (الإنجليزية)
- أحمد محمد البشير على موقع أوليمبيديا (الإنجليزية)